# Okręt zaopatrzeniowy

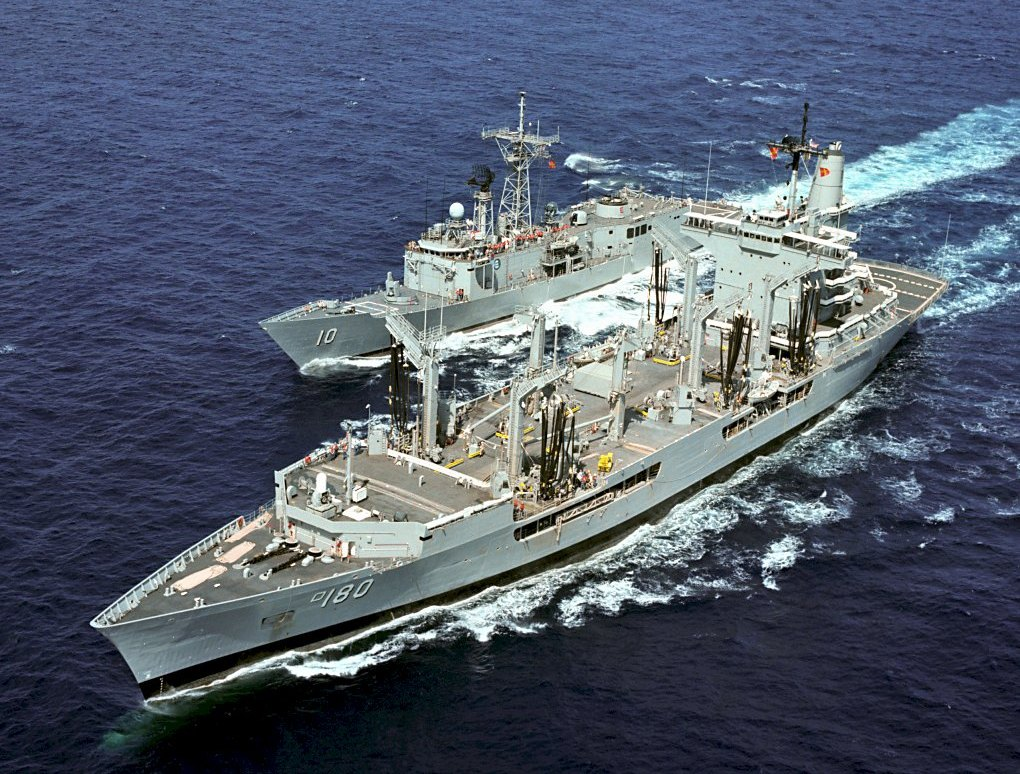
Fregata USS "Duncan" (FFG-10) podchodząca do okrętu zaopatrzeniowego USS "Willamette"

Okręt zaopatrzeniowy – okręt specjalny służący do zaopatrywania innych okrętów w paliwo, żywność i amunicję.
Potrzeba wykorzystywania okrętów zaopatrzeniowych istnieje w marynarkach wojennych, które prowadzą szerzej zakrojone operacje w dużych odległościach od własnych portów lub wysuniętych baz. Początkowo, do II wojny światowej rolę tę pełniły na ogół zwykłe statki przystosowane do transportu ładunków masowych lub zbiornikowce. Budowano także specjalne węglowce, z własnymi urządzeniami przeładunkowymi, do zaopatrywania okrętów opalanym węglem. Pierwszymi wyspecjalizowanymi uniwersalnymi okrętami zaopatrzeniowymi było pięć jednostek niemieckiego typu Dithmarschen z 1939 roku, zbudowanych w celu zabezpieczania działań niemieckich rajderów, zabierających 7933 t paliwa, 972 t amunicji, 790 t zapasów i 100 t części zamiennych (najbardziej znanym z nich był "Altmark"). Po wojnie budowano i rozwijano kolejne jednostki tego rodzaju, przede wszystkim dla największych marynarek wojennych. Jednym z pierwszych był amerykański typ Wichita z lat 60. XX wieku.
Okręty zaopatrzeniowe służą głównie do zaopatrywania okrętów w paliwo (w tym paliwo lotnicze dla lotnictwa pokładowego), żywność (w tym wodę słodką), amunicję i części zamienne. Podstawową formą przeładunku jest przeładunek na morzu, zwłaszcza w ruchu okrętów (skrót UNREP w terminologii anglojęzycznej: underway replenishment). Paliwo i woda przekazywane są za pomocą węży podawanych na okręt. Stosowany jest także przeładunek bezkontaktowy, za pomocą śmigłowców (skrót VERTREP: vertical replenishment).
Współczesne uniwersalne okręty zaopatrzeniowe to zwykle duże jednostki, o wyporności pełnej rzędu 15 000–25 000 ton, długości na ogół 160–180 m.
Okręty zaopatrzeniowe posiadają zwykle słabe uzbrojenie, najczęściej ograniczające się do małokalibrowych zestawów artyleryjskich obrony bezpośredniej.
Jedynym polskim okrętem odpowiadającym okrętom zaopatrzeniowym, aczkolwiek stosunkowo niewielkim, za to bardziej uniwersalnym, jest ORP Kontradmirał Xawery Czernicki, klasyfikowany oficjalnie jako okręt wsparcia logistycznego.